# Enkirch
Enkirch est une municipalité allemande située dans le land de Rhénanie-Palatinat et l'arrondissement de Bernkastel-Wittlich.

## Le barrage
Un large barrage régule le cours de la Moselle, avec une écluse.

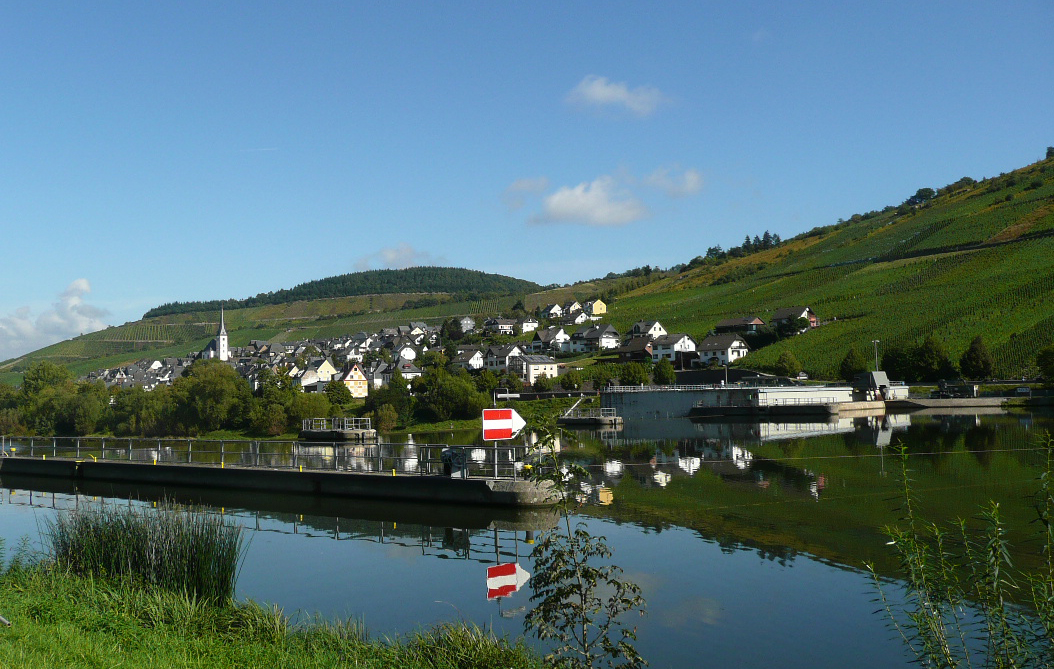
Le village et le plan d'eau, vus du bateau